# Elke donderdagmiddag
Elke donderdagmiddag is een hoorspel van Nataša Tásnka. Jeden Donnerstag werd op 8 november 1970 door de Süddeutscher Rundfunk uitgezonden. De KRO zond het uit in het programma Dinsdagavondtheater op dinsdag 20 maart 1973. De vertaling was van Léon Povel, die ook regisseerde. Het hoorspel duurde 66 minuten.

## Rolbezetting
- Enny de Leeuwe (Vera)
- Anne Wil Blankers (Julia)
- Tim Beekman, Jan Grefe, Betty Kapsenberg, Stine Lerou, Gerrie Mantel, Jeanne Verstraete & Elly Weller (verdere medewerkenden)

## Inhoud
Plaats van handeling is een koffiehuis. Eigenlijk treft men elkaar hier op donderdag in groter gezelschap, maar Julia heeft ditmaal kunnen bereiken dat ze, nadat ze enkele malen niet gekomen was, alleen met Vera samen is. Ze is vastbesloten, als overwinnaar tevoorschijn te komen uit het spel dat Vera met al haar vriendinnen pleegt te spelen als ze iets te berichten hebben over een nieuwe liaison…